# Ali al-Hassan
Ali al-Hassan (arabisch علي الحسن; * 4. März 1997 in Hofuf) ist ein saudi-arabischer Fußballspieler.

## Karriere

### Verein
Aus der U23 von al-Fateh stieg er zur Saison 2019/20 in die erste Mannschaft auf. Seit Oktober 2020 spielt er für al-Nassr FC.

### Nationalmannschaft
Mit der U23 spielte er bei der Asienmeisterschaft 2020 in jedem Spiel, wobei das Team im Finale Südkorea nach Verlängerung mit 0:1 unterlag.
Sein Debüt in der A-Nationalmannschaft hatte er am 15. Juli 2021 bei einem 3:0-Sieg über Usbekistan während der Qualifikation für die Weltmeisterschaft 2022. In der Startelf erzielte er in der 52. Minute das Tor zum 3:0, vor seiner Auswechselung eine Minute später für Sami al-Najei.
Bei den Olympischen Spielen 2020 in Tokio stand er in allen drei Partien in der Startelf.